# Punta Arenas
Punta Arenas (hrv.: "Pješčani Rt") je najjužniji čileanski grad smješten na polotoku Brunswicku na obali Magellanova prolaza. Punta Arenas je upravno središte najjužnije regije Magallanes y de la Antártica Chilena. Po veličini je treći grad Patagonije; neki ga navode kao najjužniji grad na svijetu iako je zapravo grad Ushuaia u Argentini najjužniji na svijetu. Prema popisu stanovništva iz 2008., grad ima oko 146.000 stanovnika, a prema izvorima polovica stanovništva Punta Arenasa je hrvatskog podrijetla.

## Povijest naselja
Država Čile je 1843. izgradila utvrdu Fuerte Bulnes, i na taj način prisvojila Magellanov prolaz, ali se je već prve zime pokazalo kako mjesto nije dobro odabrano. Vojni guverner José de los Santos Mardones je zbog toga, 1848. godine, naredio selidbu naselja dobrih 60 km sjevernije na ušće rijeke Las Limas, gdje su uvjeti za život bili puno povoljniji.
Do tada je taj kraj na zemljovidima bio označen engleskim imenom Sandy Point (pješčani rt). 18. prosinca 1848. službeno je ustrojena naseobina, koju su ispočetka zvali Punta Arenosa po doslovnom prijevodu imena iz engleskog na španjolski jezik. To ime je vremenom deriviralo do današnjeg oblika Punta Arenas.
Naselje je isprva bilo kažnjenička kolonija i garnizon za discipliniranje problematičnog vojnog osoblja. Godine 1877. došlo je do velike pobune u kažnjenika i tada je veliki dio mjesta uništen.
Lokalno gospodarstvo se ispočetka temeljilo na trgovini tuljanovim kožama, ugljenom, guanom, i ispiranjem zlata. 
Gospodarstvo je osobito zaživjelo u posljednjoj četvrtini XIX. st., kada je počeo uvoz prvih ovaca s Falklandskih otoka. Između 1890. i 1940., regija Magallanes postala je najveći uzgajivač ovaca na svijetu, čitavu tu proizvodnju nadzirala je gotovo isključivo jedna tvrtka Sociedad Explotadora de Tierra del Fuego. Ona je imala pod sobom preko 10,000 km2 zemlje u južnom Čileu i Argentini. Sjedište tvrtke i njenih vlasnika bio je grad Punta Arenas. 
Već prije, luka Punto Arenasa je bila nezaobilazna točka za sve brodove koji su plovili između Atlantskog i Tihog oceana. Promet se osobito povećao za vrijeme kalifornijske zlatne groznice. Nagli gospodarski razvoj ovoga kraja, privukao je brojne nove stanovnike. Osim Čileanaca s otočja Chiloé, tu su bili i brojni stranci;  Irci, Španjolci, Portugalci i posebice Hrvati, osobito sa srednjodalmatinskih otoka. Računa se kako je polovica stanovništva hrvatskog podrijetla. Ovi novi stanovnici Punta Arenasa donijeli su i novi stil gradnje: sjevernoeuropsku arhitekturu, neuobičajenu za ostali dio Čilea. Hrvatski utjecaj na Punta Arenasu vidljiv je po nazivima trgovina i zgrada.

## Klima
Na klimu u Punta Arenasu uvelike utječe ocean, tako da su oscilacije između godišnjih doba vrlo male, prosječna temperatura u najhladnijem srpnju je oko -1 ° C a u najtoplijem mjesecu siječnju je 14°. Punta Arenas ima vrlo malo oborina, u najkišnijem svibnju padne svega 43 milimetara na m2. Grad je poznat po svojim jakim vjetrovima (do 130 km/h). 

## Gospodarstvo
Prije izgradnje Panamskog kanala 1914. godine, luka Punta Arenasa je bila jedna od najvažnijih u Čileu; danas služi kao odredišna točka za turističke izlete i znanstvena istraživanja na Antartiku. Danas se većina stanovnika bavi ovčarstvom, stočarstvom i poslovima vezanim uz to, prerada vune, kože. U ovom dijelu Čilea otkrivena su nalazišta nafte i plina, iskorištava se i ugljen (slabije kakvoće). Ribarstvo i šumarstvo su također značajan izvor prihoda stanovništva. Punta Arenas je povezan redovitom trajektnom linijom s glavnim otokom Ognjenom zemljom, postoji trajekta linija do čileanskog grada Puerto Williams. Suvremena međunarodna zračna luka služi kao poveznica za letove na Antartiku. Poslije Falklandskog rata, prekinute su sve veze Falklandskog otočja s najbližom Argentinom, tako da je danas zračna luka Punta Arenasa postala poveznicom Faklanda s ostatkom svijeta.

## Gradovi pobratimi
- Bellingham, Washington, SAD
- Río Gallegos, Argentina
- Split, Hrvatska
- Ushuaia, Argentina

## Poznate osobe
- Eugenio Mimica Barassi , književnik
- Gabriel Borić, 37. predsjednik Čilea
- Sergio Laušić Glasinović, povjesničar i esejist
- Ernesto Andrés Livacic Gazzano, akademik,  književnik, pedagog i književni teoretičar
- Cedomil Lausic Glasinovic, agronom, prominentni član Pokreta revolucionarne ljevice
- Roque Esteban Scarpa, pisac, književni kritičar i znanstvenik
- Astrid Fugellie, pjesnikinja
- Kamal Siegel, glazbenik
- Yasna Vukasovic, Miss Čilea
- Alejandro Goić Karmelić, rancaguski biskup, predsjednik čilske biskupske konferencije
- Ariel Standen Levis, čilski atletičar, svj. prvak
- Atilio Cremaschi Oyarzún, čilski nogometni reprezentativac
- Mateo Martinic, povjesničar
- José Grimaldi Accotto, pjesnik
- Davor Gjuranovic, novinar
- Fernando Solabarrieta, novinar
- Alfonso Alcalde, pisac
- Cristián Arriagada, glumac
- Tito Beltrán,tenor
- Rolando Cárdenas, pisac
- Ramón Díaz Eterovic, pisac
- Andrés Pérez, glumac
- Atilio Cremaschi Oyarzún, bivši čileanski nogometni reprezentativac (SP 1950.)
- Mario Galindo, bivši čileanski nogometni reprezentativac (SP 1974., 1982.)
- Mauricio Aros, bivši čileanski nogometni reprezentativac (SP 1988.)
- Francisco Coloane, pisac, dugo je živio u ovom gradu
- Gabriela Mistral, pjesnikinja, živjela je dvije godine u Punta Arenasu
- Christian Formoso Bavic, pjesnik, dobitnik nagrade Pablo Neruda[4]
- Víctor Manuel Gallegos Lozic, motociklist
- Branko Lukšić, povratnik u Hrvatsku, legenda hrvatskog planinarstva[5]
- Patricia Stambuk, novinar

## Vanjske poveznice
- Portal grada Punta Arenas  Arhivirana inačica izvorne stranice od 1. veljače 2011. (Wayback Machine)
- portal de la ciudad
- Portal de la Ciudad
- Municipalidad de Punta Arenas
- Studija o povezanosti ozonske rupe i raka,  Jaime F. Abarca, regionalna bolnica Punta Arenas.
- Club de la Union de Punta Arenas, Chile (El edificio fue declarado Monumento Nacional por decreto Nº9.256 de fecha 4 de diciembre de 1981 del Ministerio de Educación)